# Aek Nadua
Aek Nadua is een bestuurslaag in het regentschap Tapanuli Tengah van de provincie Noord-Sumatra, Indonesië. Aek Nadua telt 347 inwoners (volkstelling 2010).